# Vela nos Jogos Olímpicos de Verão de 1980 - Flying Dutchman
As provas da classe Flying Dutchman da vela nos Jogos Olímpicos de Verão de 1980 ocorreram entre 31 de julho e 8 de agosto daquele ano no Tallinna Olümpiapurjespordikeskus, complexo esportivo localizado em Tallinn, na atual Estônia. O programa compunha sete regatas. Para esta classe, houve 40 velejadores de 20 nações inscritas.

## Medalhistas
A dupla espanhola Alejandro Abascal e Miguel Noguer finalizou a competição em primeiro lugar e conquistou a medalha de ouro. A prata firmou-se com os irlandeses David Wilkins e James Wilkinson. Por fim, a medalha de bronze ficou com Szabolcs Detre e Zsolt Detre, da Hungria.
|  | ESP Espanha                     |  | IRL Irlanda                   |  | HUN Hungria                |
|  | Alejandro Abascal Miguel Noguer |  | David Wilkins James Wilkinson |  | Szabolcs Detre Zsolt Detre |

## Resultados
Estes foram os resultados da competição:
| Pos.              | Tripulação                                   | Regata I | Regata I | Regata II | Regata II | Regata III | Regata III | Regata IV | Regata IV | Regata V | Regata V | Regata VI | Regata VI | Regata VII | Regata VII | Total de pontos | Total -1 |
| Pos.              | Tripulação                                   | Pts.     | Pos.     | Pts.      | Pos.      | Pts.       | Pos.       | Pts.      | Pos.      | Pts.     | Pos.     | Pts.      | Pos.      | Pts.       | Pos.       | Total de pontos | Total -1 |
| ----------------- | -------------------------------------------- | -------- | -------- | --------- | --------- | ---------- | ---------- | --------- | --------- | -------- | -------- | --------- | --------- | ---------- | ---------- | --------------- | -------- |
| Medalha de ouro   | ESP Alejandro Abascal Miguel Noguer          | 4        | 8.0      | 1         | 0.0       | 2          | 3.0        | 4         | 8.0       | 1        | 0.0      | 1         | 0.0       | DNS        | 22.0       | 41.0            | 19.0     |
| Medalha de prata  | IRL David Wilkins James Wilkinson            | 2        | 3.0      | 11        | 17.0      | 4          | 8.0        | 5         | 10.0      | 2        | 3.0      | 2         | 3.0       | 2          | 3.0        | 47.0            | 30.0     |
| Medalha de bronze | HUN Szabolcs Detre Zsolt Detre               | 1        | 0.0      | 9         | 15.0      | 5          | 10.0       | 3         | 5.7       | 11       | 17.0     | 9         | 15.0      | 1          | 0.0        | 62.7            | 45.7     |
| 4                 | GDR Wolfgang Haase Wolfgang Wenzel           | 5        | 10.0     | 4         | 8.0       | 3          | 5.7        | 9         | 15.0      | 4        | 8.0      | 3         | 5.7       | 8          | 14.0       | 66.4            | 51.4     |
| 5                 | URS Vladimir Leontiev Valeri Zubanov         | 6        | 11.7     | 7         | 13.0      | 1          | 0.0        | 1         | 0.0       | 8        | 14.0     | 7         | 13.0      | 9          | 15.0       | 66.7            | 51.7     |
| 6                 | DEN Jørgen Bojsen-Møller Jacob Bojsen-Møller | DSQ      | 22.0     | 3         | 5.7       | 6          | 11.7       | 6         | 11.7      | 6        | 11.7     | 4         | 8.0       | 3          | 5.7        | 76.5            | 54.5     |
| 7                 | NED Erik Vollebregt Sjoerd Vollebregt        | 8        | 14.0     | 2         | 3.0       | 8          | 14.0       | 8         | 14.0      | 3        | 5.7      | 5         | 10.0      | 4          | 8.0        | 68.7            | 54.7     |
| 8                 | BRA Reinaldo Conrad Manfred Kaufmann         | 3        | 5.7      | 5         | 10.0      | 9          | 15.0       | 7         | 13.0      | 5        | 10.0     | 6         | 11.7      | 7          | 13.0       | 78.4            | 63.4     |
| 9                 | YUG Danko Mandić Zoran Kalebić               | 9        | 15.0     | 8         | 14.0      | 11         | 17.0       | 2         | 3.0       | 10       | 16.0     | 10        | 16.0      | 5          | 10.0       | 91.0            | 74.0     |
| 10                | ITA Marco Savelli Roberto Gazzei             | 7        | 13.0     | 6         | 11.7      | 10         | 16.0       | RET       | 22.0      | 7        | 13.0     | 8         | 14.0      | 6          | 11.7       | 101.4           | 79.4     |
| 11                | POL Andrzej Iwinski Ludwik Raczynski         | 11       | 17.0     | DSQ       | 22.0      | 7          | 13.0       | 10        | 16.0      | 9        | 15.0     | 11        | 17.0      | 12         | 18.0       | 118.0           | 96.0     |
| 12                | TCH Václav Brandejs Ivan Brandejs            | 10       | 16.0     | 10        | 16.0      | 12         | 18.0       | 12        | 18.0      | 12       | 18.0     | 12        | 18.0      | 11         | 17.0       | 121.0           | 103.0    |
| 13                | ROM Mircea Carp Adrian Arendt                | 12       | 18.0     | 12        | 18.0      | 13         | 19.0       | 11        | 17.0      | 13       | 19.0     | 14        | 20.0      | 13         | 19.0       | 130.0           | 110.0    |
| 14                | BUL Mitko Kabakov Dimitar Georgiev           | 13       | 19.0     | 13        | 19.0      | 14         | 20.0       | 13        | 19.0      | 14       | 20.0     | 13        | 19.0      | 10         | 16.0       | 132.0           | 112.0    |
| 15                | CYP Marios Karapatakis Dimitrios Karapatakis | 14       | 20.0     | RET       | 22.0      | 15         | 21.0       | 14        | 20.0      | 15       | 21.0     | 15        | 21.0      | 14         | 20.0       | 145.0           | 123.0    |

### Classificação diária

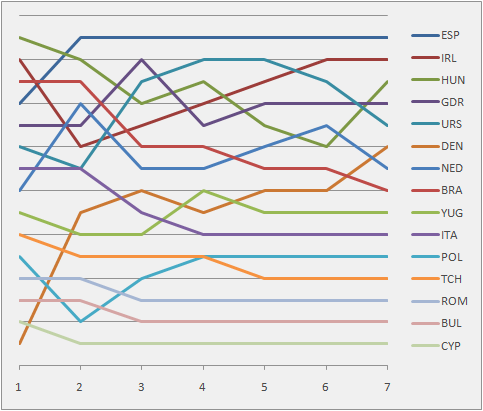
Gráfico mostrando a classificação diária na classe.